# حجار الربادي (جبلة)

تعديل مصدري - تعديل

حجار الربادي هي إحدى قرى عزلة الربادي بمديرية جبلة التابعة لمحافظة إب، بلغ تعداد سكانها 404 نسمة حسب تعداد اليمن لعام 2004.